# Edvin Jurisevic
Edvin Jurisevic (7 de junio de 1975) es un árbitro de fútbol estadounidense nacido en Rijeka, Croacia, el cual reside en Omaha, Nebraska. Es internacional FIFA y arbitra partidos de la CONCACAF desde 2010. Dirige partidos de la  Major League Soccer desde 2008.

## Trayectoria
El 3 de agosto de 2008 Jurisevic arbitró su primer partido en la Major League Soccer. Durante el duelo entre el D. C. United y los Wizards de Kansas City (2-0) mostró tres tarjetas amarillas. En el ámbito internacional, hizo su debut durante un partido entre Santos Laguna y CD Águila en la Liga Campeones de la CONCACAF; terminó 5-0 y Jurisevic mostró una tarjeta amarilla. El 19 de noviembre de 2009 dirigió su primer partido internacional, fue el Honduras–Perú (1-2). Durante este duelo se mostraron un total de cinco tarjetas amarillas. En octubre de 2011, fue árbitro en un clasificatorio para la Copa del Mundo.